# Chippenham Without
 (septembre 2023).
Pour les articles homonymes, voir Chippenham (homonymie).
Chippenham Without est une paroisse civile du Wiltshire, en Angleterre.